# La Grigonnais
La Grigonnais település Franciaországban, Loire-Atlantique megyében. Lakosainak száma 1815 fő (2022. január 1.). La Grigonnais Blain, Nozay, Puceul, Vay és La Chevallerais községekkel határos.

## Népesség
A település népességének változása:
| Lakosok száma | 780  | 931  | 1016 | 1347 | 1608 | 1651 | 1675 | 1711 | 1748 | 1815 |
|               | 1968 | 1982 | 1990 | 2006 | 2013 | 2015 | 2017 | 2019 | 2020 | 2022 |